# 玻璃工人 (電影)
《玻璃工人》是一部由烏斯曼·里亞茲（Usman Riaz）執導的巴基斯坦烏爾都語動畫電影，為巴基斯坦的第一部手繪動畫電影，預告片於2016年發布。電影是由位於卡拉奇的Mano動畫工作室製作，長度98分鐘。該片於2024年6月9日在安錫國際動畫影展上首映，並於7月26日在巴基斯坦院線上映。

## 劇情
電影的背景發生在架空城鎮海濱小鎮（Waterfront Town），該鎮以肥沃的土壤和富含矽的沙子而聞名，因此成為兩國之間的戰場。
劇情圍繞著一個名叫文森（Vincent Oliver）的小男孩展開，他在父親的玻璃工坊工作，並認識了一個名叫艾莉茲（Alliz Amano）的女孩，她是一名天才小提琴家，同時也是軍官的獨生女。隨著年齡增長，兩人逐漸發展為戀人，然而父亲的反对和战争的迫近不仅考验着两人的关系，也考验着他们对艺术的追求。

## 主要角色
| 角色                                        | 烏爾都語配音                         | 英語配音                                      | 簡介 |
| ------------------------------------------- | ------------------------------------ | --------------------------------------------- | --- |
| 文森·奧利佛 （Vincent Oliver/ونسنٹ اولیور） | Mooroo（成年） Mahum Moazzam（幼年） | Sacha Dhawan（成年） Teresa Gallagher（幼年） | 本片男主角，海滨小镇玻璃店店主的兒子。為片中核心人物，電影即以倒敘法講述文森幼年期間接觸玻璃工藝，進而與艾莉茲相戀。最後成為一名獨當一面的玻璃職人。 |
| 艾莉茲·阿瑪諾 （Alliz Amano/ایلیز امانو）   | Mariam Riaz Paracha                  | Anjli Mohindra                                | 本片女主角，阿瑪諾上校的獨生女，同時是一名天才小提琴家。幼年期間在玻璃店與文森相識，進而逐漸發展為戀情。                                             |
| 托馬斯·奧利佛 （Thomas Oliver/ٹامس اولیور） | Khaled Anam                          | Art Malik                                     | 海滨小镇玻璃店的店主，文森的父親，妻子已過世。他是一名和平主義者，對戰爭十分厭惡。                                                                   |
| 阿瑪諾上校 （Colonel Amano/کرنل امانو）     | Ameed Riaz                           | Anjli Mohindra                                | 艾莉茲的父親，是一名嚴肅的軍官，但對女兒疼愛有加。因軍人身分而與托馬斯處於對立的立場。                                                               |
| 娜迪亞·阿瑪諾 （Nadia Amano/نادیہ امانو）   | Faiza Kazi                           | Mina Anwar                                    | 阿瑪諾上校之妻，艾莉茲的母親。個性比較勢利。 |
| 馬利克·汗 （Malik Khan/ملک خان）            | Dino Ali                             | Sham Ali                                      | 艾莉茲的同班同學，對艾莉茲有愛慕之情，片中扮演著文森的情敵角色。成年後加入軍隊。                                                                     |

除上述角色外，火之精靈（Djinns）亦在片中具有重要地位。

## 製作
製作團隊包括30名來自巴基斯坦、馬來西亞、英國、美國、加拿大和菲律賓的藝術家和專業人員。導演里亞茲通過 Kickstarter籌集了116,000美元的眾籌資金。
儘管故事中包含大量有關巴基斯坦的文化、建築和烹飪參考資料，但故事的背景與人物都是虛構；導演里亞茲選擇偏離真實場景，以避免地緣政治風險，同時自由地講述一個戰爭國家的生活困境。電影的許多建築的靈感都來自卡拉奇的殖民時期建築，而片中集市的靈感來自位於卡拉奇的皇后市場。電影中男性的服裝參考了巴基斯坦开伯尔-普什图省和吉尔吉特-巴尔蒂斯坦的當地服裝，而女性服裝的靈感來自巴基斯坦的民族服飾“紗麗克米茲”。

## 获奖记录
2024年5月，該片入围第26届上海国际电影节金爵奖动画片单元。
2025年，該片代表巴基斯坦競逐第97屆奧斯卡金像獎最佳國際影片獎與最佳動畫片獎。

## 外部連結
- 玻璃工人 (電影)於Kickstarter
- 互联网电影数据库（IMDb）上《玻璃工人》的资料（英文）
- Mano Animation Studios （页面存档备份，存于） 官方網站
- Mano Animation Studios Official YouTube Channel （页面存档备份，存于）